# Ханкі-код

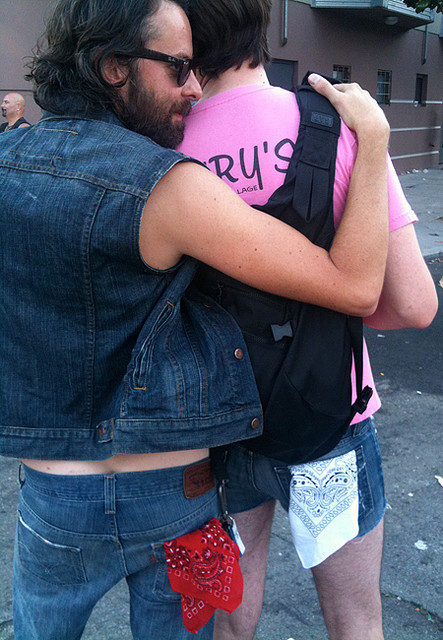
Hanky Code: чоловік з червоною банданою хоче, щоб йому зробили фістинг. Чоловік з білою банданою бажає, щоб йому мастурбували член.

Hanky Code (від англ. handkerchief code — код носової хустки), також ханкі-код — кодова система знаків, що служить для демонстрації сексуальних уподобань та бажань і яка полягає у використанні носових хусток, бандан або інших предметів одягу різних кольорів. Носити носові хустки можна в задній кишені штанів, а також навколо зап'ястя, щиколотки або шиї. Система зародилася в 1970-і роки в гомосексуальному середовищі в Північній Америці та Європі в часи переслідування геїв та пропаганди гомофобії і служила для пошуку підходящого сексуального партнера в умовах нелегальності гомосексуальних відносин. З громадським визнанням гомосексуальності система Hanky Code практично втратила своє значення, хоча і сьогодні може використовуватися на різних секс-вечірках, в «темних кімнатах» і т. д. Ця система також була перейнята й БДСМ-культурою, де використовується і сьогодні.

## Система кодування
Основна система включає набагато більше десяти кольорів. Крім того, є різні розширені схеми. Однак при значних розширеннях схожі кольори важкорозрізнювані при приглушеному світлі, що може викликати плутанину. Носіння хустки в лівій кишені означає активну роль, у правому — пасивну.
| Ліворуч                                | Колір             | Праворуч                                 |
| -------------------------------------- | ----------------- | ---------------------------------------- |
| Стимуляція пеніса руками (стимулюючий) | білий             | Стимуляція пеніса руками (стимульований) |
| Мінет (робить)                         | небесно-блакитний | Мінет (приймаючий)                       |
| Анальний секс (актив)                  | темно-синій       | Анальний секс (пасив)                    |
| Бондаж (домінуючий)                    | сірий             | Бондаж (підкоряється)                    |
| БДСМ (домінуючий)                      | чорний            | БДСМ (підкоряється)                      |
| Анальний фістинг (робить)              | червоний          | Анальний фістинг (приймаючий)            |
| Ігри з фалоімітатором (актив)          | рожевий           | Ігри з фалоімітатором (пасив)            |
| Лизання пахв (робить)                  | маджента          | Лизання пахв (приймаючий)                |
| «Обробка» сосків (робить)              | темно-рожевий     | «Обробка» сосків (приймаючий)            |
| Анілінгус (робить)                     | бежевий           | Анілінгус (приймаючий)                   |
| У мене великий пеніс                   | яскраво-жовтий    | Шукаю великий пеніс                      |
| «Татусь» шукає «синочка»               | темно-зелений     | «Синочок» шукає «татуся»                 |
| Заплачу за секс                        | світло-зелений    | Пропоную секс за гроші                   |
| Золотий дощ (робить)                   | жовтий            | Золотий дощ (приймаючий)                 |
| Копрофілія (актив)                     | коричневий        | Копрофілія (пасив)                       |
| Роблю все (домінант)                   | помаранчевий      | Роблю все (раб)                          |
| Фут-фетиш (робить)                     | кораловий         | Фут-фетиш (приймаючий)                   |